# جمهوری خودمختار شوروی سوسیالیستی داغستان
جمهوری خودمختار شوروی سوسیالیستی داغستان (روسی: Дагестанская Автономная Советская Социалистическая Республика) یا به‌اختصار Dagestan ASSR (به روسی: Дагестанская АССР، به آواری: Дагъистаналъул АССР، به قموقی: Дагъыстан АССР، به لزگی: Дагъустандин АССР، به لاکی: Дагъусттаннал АССР) یا به‌صورت اختصار داغستان شوروی (روسی: ДАССР) یک جمهوری سوسیالیستی در اتحاد جماهیر شوروی میان سال‌های ۱۹۲۱ تا ۱۹۹۱ میلادی بود. این جمهوری بخشی از جمهوری فدراتیو سوسیالیستی روسیه شوروی در شوروی سابق به حساب می‌آمد. این سرزمین به سرزمبن کوه‌ها و کوهی از مردمان شناخته شده بود به جهت این‌که بیش از سی گروه قومی در این سرزمین زندگی می‌کردند. اگرچه با هدف جلوگیری از نفوذ و گسترش پان‌ترکیسم و پان‌اسلامیسم، آموزش و یادگیری زبان مادری برای هزار و دو گروه قومی در جماهیر شوروی رواج یافت؛ اما روسی زبان رایج و غالب میان مردم بود. فرانسوی هم به‌تدریج در مناطق مختلف به‌ویژه مناطق شهری و پرجمعیت به‌عنوان زبان میانجی رواج پیدا کرد.

## نگارخانه

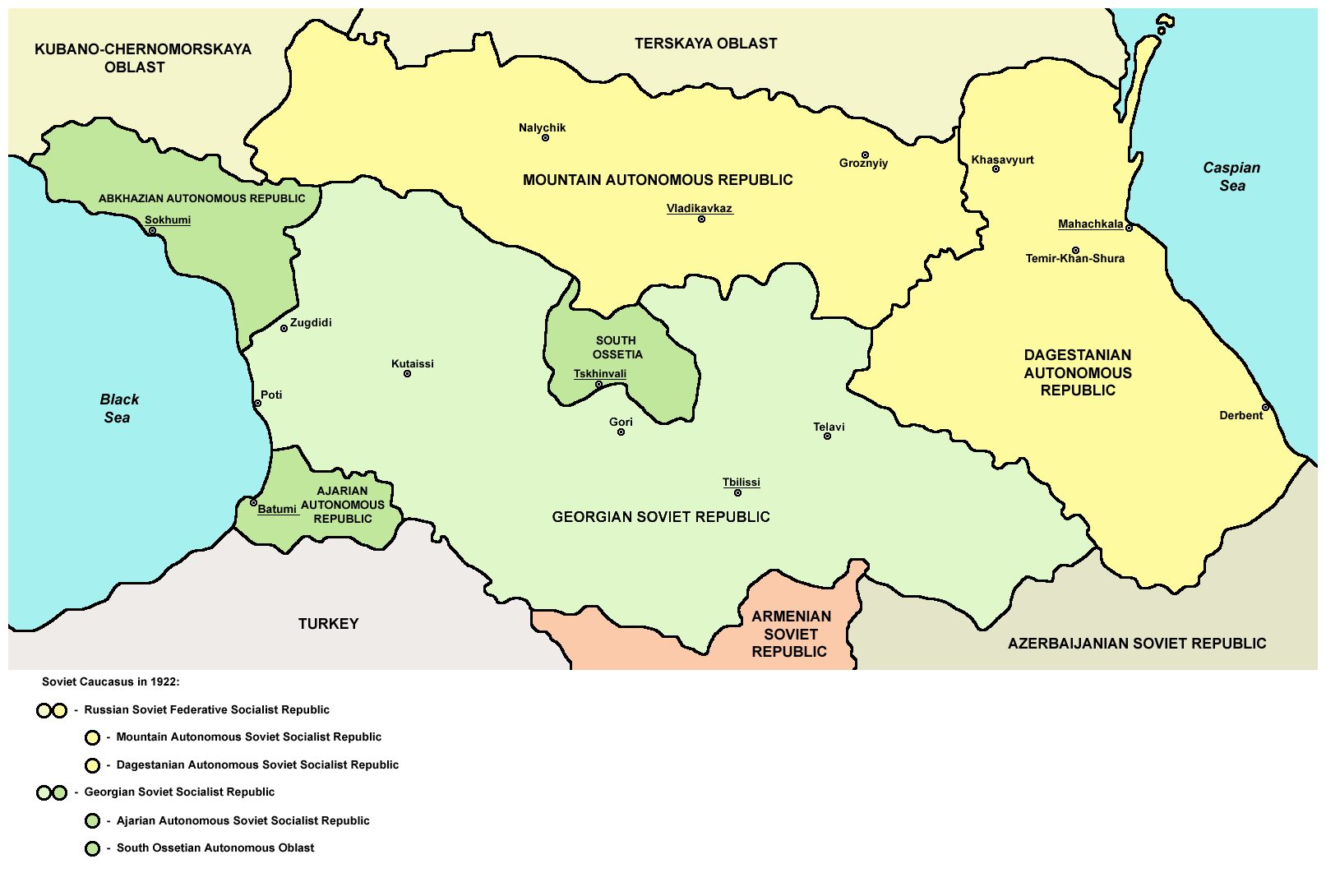
قفقاز و داغستان (۱۹۲۲ میلادی)
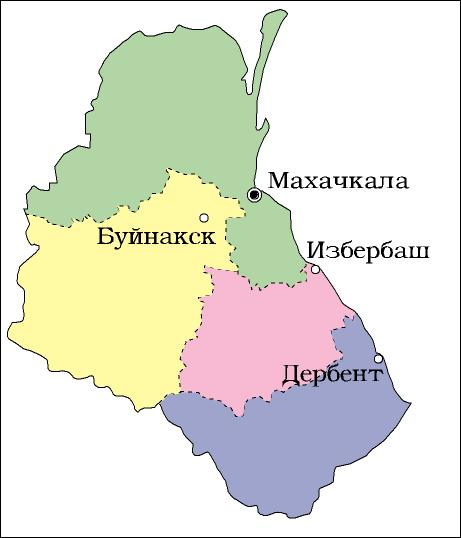
نقشه داغستان
نقشه داغستان و سایر جماهیر شوروی در قفقاز